# Жан (великий герцог Люксембурга)
Жан (фр. и люкс. Jean, полное имя Jean Benoît Guillaume Robert Antoine Louis Marie Adolphe Marc d’Aviano; 5 января 1921[…], Замок Берг, Люксембург — 23 апреля 2019[…], Люксембург) — люксембургский политический деятель, спортивный функционер, великий герцог Люксембурга с 12 ноября 1964 по 7 октября 2000 года.

## Биография

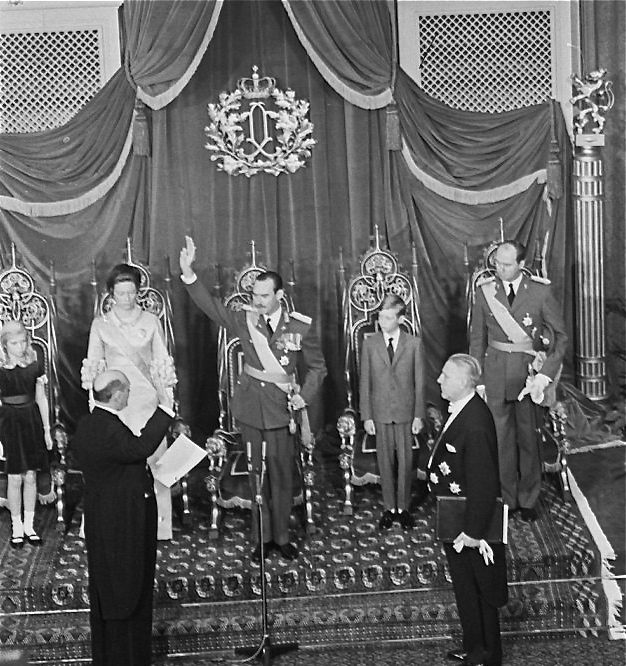
Великий герцог Жан принимает присягу

Жан Бенуа́ Гийо́м Робе́р Антуа́н Луи́ Мари́я Адо́льф Марк д’Авья́но — представитель Пармских Бурбонов, старший сын великой герцогини Шарлотты Люксембургской и принца Феличе Бурбон-Пармского — младшего сына Роберта Пармского.
Жан начал обучение в Люксембурге и продолжил в Великобритании, закончив в 1938 году колледж Эмплфорс в графстве Йоркшир. После достижения совершеннолетия 5 января 1939 года стал именоваться наследным великим герцогом. В мае 1940 года, после немецкой оккупации Люксембурга, Жан вместе с семьёй бежал из страны во Францию, а затем в Канаду. Там он изучал политику и право в квебекском университете Лаваля. В ноябре 1942 года Жан вступил в британскую армию, где стал капитаном ирландских гвардейцев. В 1944 году участвовал в Нормандской операции, затем в освобождении Брюсселя и родной столицы, в боях под Арнемом. В конце Второй мировой войны в звании капитана был офицером связи при союзнической военной миссии в Люксембурге.
В 1945—1964 годах — генерал-инспектор Люксембургской армии. Ему было присвоено высшее в люксембургской армии звание полковника
В 1951—1961 годах — член Государственного Совета Люксембурга.
В конце апреля 1961 года как представитель герцогини Шарлотты назначен наместником Великого герцогства Люксембургского и осуществлял текущие государственные дела. Жан встал во главе государства 12 ноября 1964 года, после отречения матери. В 1998 году назначил наместником своего старшего сына Анри. 7 октября 2000 года отрёкся от престола и передал Анри управление страной.

## Смерть
Великий герцог Люксембурга Жан умер 23 апреля 2019 года, на 99 году жизни, после того, как был госпитализирован с лёгочной инфекцией. К моменту своей смерти он стал старейшим из ныне живущих монархов в мире.
Его похороны состоялись в субботу, 4 мая в Соборе Люксембургской Богоматери, после 12-дневного траура.

## Работа в МОК
С 1946 года по 1998 год — член МОК. В 1968—1969 годах — член комиссии МОК по ЗОИ. В 1973—1976 годах — руководитель комиссии МОК по правилам. С 1998 года почётный член МОК.

## Брак и дети
9 апреля 1953 года он женился на принцессе Жозефине-Шарлотте Бельгийской (1927—2005), дочери короля Леопольда III. У супругов родилось пятеро детей:
- Мария Астрид (род.1954) — замужем за эрцгерцогом Карлом Кристианом Австрийским, имеют троих сыновей и двух дочерей.
- Анри (род. 1955) — великий герцог Люксембурга с 2000 года, женат на Марии-Терезе Местре, имеют пятерых детей.
- Жан (род. 1957) — был дважды женат морганатическими браками, имеет троих сыновей и дочь.
- Маргарита (род.1957) — замужем за принцем Николаусом Лихтенштейнским, имеют двоих сыновей и двух дочерей.
- Гийом (род. 1963) — женат на Сибилле Вайллер, имеют троих сыновей и дочь.

## Награды
Награды Люксембурга
| Страна     | Дата                            | Награда                                                      | Награда                                                      | Литеры |
| ---------- | ------------------------------- | ------------------------------------------------------------ | ------------------------------------------------------------ | ------ |
| Люксембург | 12 ноября 1964 — 7 октября 2000 | Со-суверен ордена Золотого льва Нассау                       | Со-суверен ордена Золотого льва Нассау                       |        |
| Люксембург | 12 ноября 1964 — 7 октября 2000 | Суверен ордена Адольфа Нассау                                | Суверен ордена Адольфа Нассау                                |        |
| Люксембург | 12 ноября 1964 — 7 октября 2000 | Суверен ордена Дубовой короны                                | Суверен ордена Дубовой короны                                |        |
| Люксембург | 12 ноября 1964 — 7 октября 2000 | Суверен ордена Заслуг                                        | Суверен ордена Заслуг                                        |        |
| Люксембург | 1945                            | Кавалер Военного креста                                      | Кавалер Военного креста                                      |        |
| Люксембург | 14 февраля 1981                 | Памятная медаль на свадьбу принца Анри и Марии-Терезы Местре | Памятная медаль на свадьбу принца Анри и Марии-Терезы Местре |        |
| Люксембург | 17 декабря 2002                 | Военная медаль                                               | Военная медаль                                               | [ 15 ] |

Награды иностранных государств
| Страна         | Дата вручения     | Награда                                                                                                 | Награда                                                                                                 | Литеры     |
| -------------- | ----------------- | --- | --- | ---------- |
| Бельгия        | —                 | Кавалер Большого креста ордена Леопольда I                                                              | Кавалер Большого креста ордена Леопольда I                                                              |            |
| Ватикан        | —                 | Рыцарь ордена Золотой шпоры                                                                             | Рыцарь ордена Золотой шпоры                                                                             |            |
| Германия       | —                 | Кавалер Большого креста специального класса ордена «За заслуги перед Федеративной Республикой Германия» | Кавалер Большого креста специального класса ордена «За заслуги перед Федеративной Республикой Германия» |            |
| Нидерланды     | —                 | Кавалер Большого креста ордена Нидерландского льва                                                      | Кавалер Большого креста ордена Нидерландского льва                                                      |            |
| Польша         | —                 | Кавалер Большого креста ордена «За заслуги перед Польской Народной Республикой»                         | Кавалер Большого креста ордена «За заслуги перед Польской Народной Республикой»                         | [ 16 ]     |
| Португалия     | —                 | Кавалер Большого креста ордена Башни и Меча                                                             | Кавалер Большого креста ордена Башни и Меча                                                             | GCTE       |
| США            | —                 | Серебряная звезда                                                                                       | Серебряная звезда                                                                                       |            |
| Франция        | —                 | Кавалер Большого креста ордена Почётного легиона                                                        | Кавалер Большого креста ордена Почётного легиона                                                        |            |
| Бельгия        | 1945 —            | Кавалер Военного креста                                                                                 | Кавалер Военного креста                                                                                 |            |
| Великобритания | 1945 —            | Звезда 1939—1945                                                                                        | Звезда 1939—1945                                                                                        |            |
| Великобритания | 1945 —            | Французская и Германская звезда                                                                         | Французская и Германская звезда                                                                         |            |
| Великобритания | 1945 —            | Медаль обороны                                                                                          | Медаль обороны                                                                                          |            |
| Великобритания | 1945 —            | Военная медаль 1939—1945                                                                                | Военная медаль 1939—1945                                                                                |            |
| Нидерланды     | 1945 —            | Кавалер Памятного Военного креста                                                                       | Кавалер Памятного Военного креста                                                                       |            |
| Франция        | 1945 —            | Кавалер Военного креста                                                                                 | Кавалер Военного креста                                                                                 |            |
| Швеция         | 18 июля 1951 —    | Рыцарь ордена Серафимов                                                                                 | Рыцарь ордена Серафимов                                                                                 | RSerafO    |
| Норвегия       | 1964 —            | Кавалер Большого креста на цепи ордена Святого Олафа                                                    | Кавалер Большого креста на цепи ордена Святого Олафа                                                    |            |
| Нидерланды     | 1966 —            | Памятная медаль на свадьбу принцессы Беатрикс и Клауса ван Амсберга                                     | Памятная медаль на свадьбу принцессы Беатрикс и Клауса ван Амсберга                                     |            |
| Иран           | 14 октября 1971 — | Юбилейная медаль 2500-летия основания Персидской империи                                                | Юбилейная медаль 2500-летия основания Персидской империи                                                |            |
| Великобритания | 1972 —            | 942-й Рыцарь ордена Подвязки                                                                            | 942-й Рыцарь ордена Подвязки                                                                            | KG         |
| Италия         | 26 октября 1973 — | Кавалер Большого креста декорированного лентой ордена «За заслуги перед Итальянской Республикой»        | Кавалер Большого креста декорированного лентой ордена «За заслуги перед Итальянской Республикой»        |            |
| Австрия        | 1975 —            | Большая звезда Почёта За заслуги перед Австрийской Республикой                                          | Большая звезда Почёта За заслуги перед Австрийской Республикой                                          | [ 18 ]     |
| Дания          | 22 ноября 1976 —  | Рыцарь ордена Слона                                                                                     | Рыцарь ордена Слона                                                                                     | RE         |
| Испания        | 8 июля 1980 —     | Кавалер цепи ордена Карлоса III                                                                         | Кавалер цепи ордена Карлоса III                                                                         | [ 19 ]     |
| Испания        | 16 июня 1983 —    | 1184-й Рыцарь ордена Золотого руна                                                                      | 1184-й Рыцарь ордена Золотого руна                                                                      | [ 20 ]     |
| Португалия     | 29 января 1985 —  | Кавалер Большой цепи ордена Инфанта дона Энрике                                                         | Кавалер Большой цепи ордена Инфанта дона Энрике                                                         | GColIE     |
| Исландия       | 9 июня 1986 —     | Кавалер Большого креста на цепи ордена Сокола                                                           | Кавалер Большого креста на цепи ордена Сокола                                                           |            |
| Венгрия        | 1996 —            | Кавалер Большого креста ордена Заслуг                                                                   | Кавалер Большого креста ордена Заслуг                                                                   |            |
| Швеция         | 30 апреля 1996 —  | Памятная медаль к 50-летию короля Швеции Карла XVI Густава                                              | Памятная медаль к 50-летию короля Швеции Карла XVI Густава                                              | CXVIG:sJmt |

Награды королевских династических домов:
| Страна             | Дата   | Награда                                                 | Награда                                                 | Литеры |
| ------------------ | ------ | ------------------------------------------------------- | ------------------------------------------------------- | ------ |
| Габсбурги          | —      | 1293-й Рыцарь ордена Золотого руна                      | 1293-й Рыцарь ордена Золотого руна                      |        |
| Савойская династия | 1978 — | Кавалер ордена Святого Благовещения                     | Кавалер ордена Святого Благовещения                     |        |
| Савойская династия | 1978 — | Кавалер Большого креста ордена Святых Маврикия и Лазаря | Кавалер Большого креста ордена Святых Маврикия и Лазаря |        |
| Савойская династия | 1978 — | Кавалер Большого креста ордена Короны Италии            | Кавалер Большого креста ордена Короны Италии            |        |

- Золотой Олимпийский орден[22]